# ソルナ
ソルナ（スウェーデン語: Solna [ˈsôːlna]）は、スウェーデン東部、ストックホルム県（ストックホルム）にある都市。人口は約8万4千人。広さは21.66km2で、スウェーデンでは3番目に小さい市（コミューン）である。

## 地理
スウェーデンの首都ストックホルムの北部に位置し、ほとんどの部分が都市部であるため、ストックホルムの都市圏内に含まれている。ソルナはストックホルム、スンドビーベリ、ソッレンテューナ、ダンデリードの各市に囲まれている。

## 経済・文化
ソルナには数多くの企業や団体が本部を構えている。最大の雇用主となっているのは、カロリンスカ医科大学研究所とカロリンスカ大学病院である。また、ECDC（欧州疾病予防対策センター）や、ストックホルム国際平和研究所（SIPRI）もソルナにある。スウェーデンの宇宙機関であるスウェーデン宇宙公社とスウェーデン国立宇宙委員会も同市に置かれている。

## 区
- イェルヴァ（Järva）

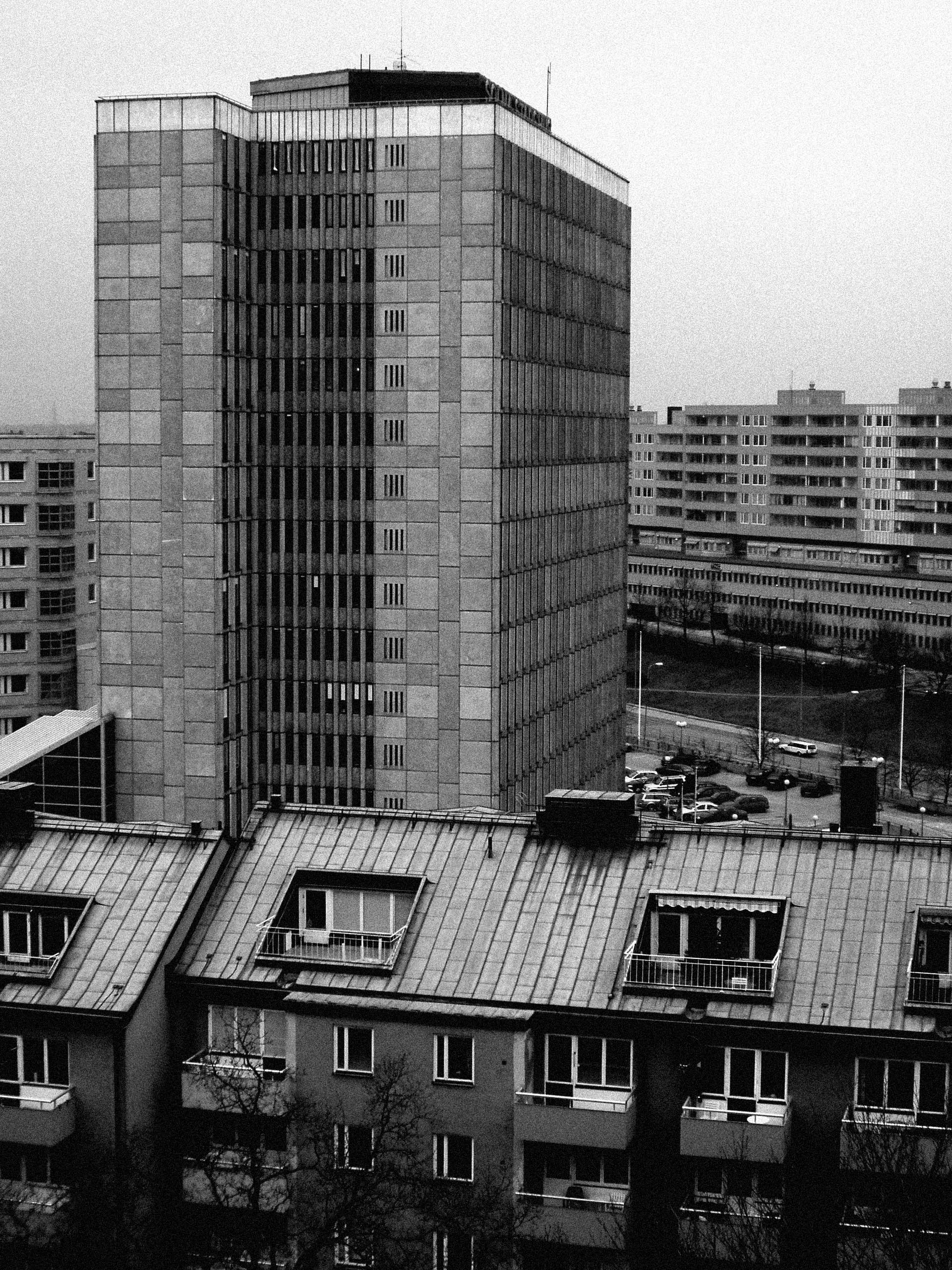
ソルナ市庁舎

- ウルリクスダール城公園（Ulriksdals slottspark）
- ベリスハムラ（Bergshamra）
- ハーガ（Haga）
- ヒューヴースタ（Huvudsta）
- ハーガルンド（Hagalund）
- ロースンダ（Råsunda）
- フィッテホルム（Skytteholm）
- カロリンスカ研究所 / カロリンスカ大学病院 / 北駅地区
- フレースンダ（Frösunda）
- ウルリクスダール（Ulriksdal）

## スポーツ
- スウェーデンオリエンテーリング連盟 - スウェーデン国内におけるオリエンテーリングの統括組織の本部がある
- ロースンダ・スタディオン - ソルナにある国立サッカースタジアム
- AIKフットボール - スポーツクラブ（サッカークラブとして国際的に有名）
- ヴァーサルンドIF（Vasalunds IF） - ディヴィション1北部（3部）に所属するサッカークラブ
- ソルナ・ヴィーキングス（Solna Vikings） - 国内バスケットボールトップリーグに所属するクラブ

## ソルナ出身の人物
- カール16世グスタフ - スウェーデン国王
- クット・ハムリン - サッカー選手
- ロベルト・ブルーベリ（Robert Broberg） - 歌手
- ジェリー・ウィリアムズ（Jerry Williams） - ロック歌手
- ザラ・ラーソン - 歌手
- アレクサンデル・イサク - サッカー選手
- パウロス・アブラハム - サッカー選手
- グンナー・トンクイスト - 物理学者、色彩研究者

## 姉妹都市・友好都市
- バーバンク（アメリカ）
- グラッドサクセ（デンマーク、友好都市）
- カラマリア（Kalamaria）（ギリシャ、協力都市）
- ピルカーラ（Pirkkala、スウェーデン名:ビッカーラ:Birkala）（フィンランド、友好都市）
- スキー（Ski）（ノルウェー、友好都市）
- ヴァルミエラ（ラトビア、友好都市）
- ワルシャワ（ポーランド、協力都市）